# Karavana

Velbloudí karavana v poušti

Karavana je pojem označující skupinu lidí, většinou doprovázenou zvířaty, která putuje, nejčastěji za obchodem, krajinou. Karavany vznikaly za účelem ochrany proti banditům a také z ekonomických důvodů. Byly rozšířené zejména v minulosti, kdy tvořily jeden z mála možných způsobů dopravy zboží mezi vzdálenými místy. V současné době jsou karavany vypravovány zejména na těžko dostupná místa, jako jsou například pouště, jelikož se zde také z různých důvodů nedostane technika či je vypravení karavany ekonomicky výhodnější. Karavany jsou většinou tvořeny i zvířaty (velbloudy, osly apod.), na která se naloží zboží či slouží pro lidi jako přepravní prostředky. Novodobým příkladem karavany by mohl být konvoj.
Po dlouhá staletí bylo zboží přes Saharu převáženo pomocí velbloudů. Ti přechází poušť v řadách – v karavanních stezkách. Dodnes nebyla ani jedna z karavanních stezek vedoucích přes Saharu nahrazena moderní silnicí nebo železnicí.